# Tritonia nilsodhneri
Tritonia nilsodhneri é uma espécie de molusco pertencente à família Tritoniidae.
A autoridade científica da espécie é Marcus Ev., tendo sido descrita no ano de 1983.
Trata-se de uma espécie presente no território português, incluindo a zona económica exclusiva.